# Чинартала
Чина́ртала (азерб. Çinartala, лезг. Чинар тала) — село в Хачмазском районе Республики Азербайджан, вместе с другими крызскими сёлами (Агашириноба, Палчыгоба, Манафоба, Гыраглы) входит в состав муниципалитета Палчыгоба.

## История
Селение Чинартала основали выходцы из горного селения Крыз в конце XVIII века. В 1897 году Н. К. Зейдлиц в своей книге «Списки населённых мест Российской империи по Кавказскому краю» привёл это селение в списке крызских отсёлков и отметил, что там имелось 20 дворов. Как и другие отсёлки, Чинартала входила в состав Крызского общества.
В 1914 году после того как правитель Губы отправил Гамида из селении Годаклы в ссылку в Сибирь, то главой Северной Крызской общины стал Хаджимурад из Чинарталы, а Чинартала стала центром Северной Крызской общины.

## Население

### Национальный состав
Большинство населения составляют крызы. Кроме них в селе живут азербайджанцы, таты и лезгины.

### Конфессиональный состав
Преобладают мусульмане-сунниты.